# Liste der Naturdenkmale in Annweiler am Trifels
Die Liste der Naturdenkmale in Annweiler am Trifels nennt die im Gemeindegebiet von Annweiler am Trifels ausgewiesenen Naturdenkmale (Stand 23. Mai 2024).

## Naturdenkmale
| Nr.         | Bezeichnung                | Lage                                                          | Beschreibung                     | Bild                          |
| ----------- | -------------------------- | ------------------------------------------------------------- | -------------------------------- | ----------------------------- |
| ND-7337-175 | Asselstein                 | Annweiler, südlich der Stadt; Abteilung Asselstein Lage       | Buntsandsteinfelsen, hier Nr. 28 | mehr Fotos \| Fotos hochladen |
| ND-7337-250 | Park des Kurhauses Trifels | Bindersbach, Kurhausstraße, bei Nr. 25 (Kurhaus Trifels) Lage | flächenhaftes Naturdenkmal       | Fotos hochladen               |

## Ehemalige Naturdenkmale
| Nr. | Bezeichnung   | Lage                                                                          | Beschreibung                                                            | Bild                                    |
| --- | ------------- | ----------------------------------------------------------------------------- | ----------------------------------------------------------------------- | --------------------------------------- |
|     | Sieben Buchen | Annweiler, nordwestlich der Stadt in der Waldgemarkung; Abteilung Trögel Lage | Fagus sylvatica, sieben Bäume;, hier Nr. 27 Rechtsverordnung aufgehoben | Direkt Bild zu diesem Denkmal hochladen |